# Hårmyg
Hårmyg (Bibionidae) er en familie af myg. Der findes omkring 780 arter af hårmyg over hele verden.

## Udseende
Hårmyg er sorte eller mørkebrune og hårede. De bliver 5-11 mm lange. Hannen har et stort hoved med øjne der mødes, mens hunnens hoved er mindre og med adskilte øjne.

## Levevis
De findes på græsmarker og i enge, skove og haver. Hunnerne graver sig ned i jorden for at lægge æg. Larverne er i jorden hvor de spiser dødt eller levende plantemateriale. Der kan i nogle år være så mange larver i jorden at f.eks. græsplæner tager skade.
Hårmyg er ufarlige og stikker eller bider ikke, som f.eks. stikmyg eller kvægmyg. Nogen arter drikker nektar fra blomster, andre tager tilsyneladende ikke næring til sig som voksne.

## Hårmyg med danske navne
- Havehårmyg (Bibio hortulanus)
- Skovhårmyg (Bibio marci)
- Græshårmyg (Dilophus febrilis)